# Yell (Gemeinde)

Lage von Yell auf den Shetlands

Yell ist eine Gemeinde (Community Council Area), die im Norden der Region Shetland in Schottland liegt.

## Geographie
Das Gebiet der Gemeinde umfasst die Insel Yell sowie einige kleinere, unbewohnte Inseln. 
Den zentralen Ort bildet Mid Yell, weitere zugehörige Ortschaften sind Aywick, Breckon, Burravoe, Colvister, Cullivoe, Dalsetter, Gloup, Gutcher, Hamnavoe, Midbrake, Sellafirth, Setter und Ulsta.
Benachbarte, durch Wasserstraßen von Yell getrennte Gemeinden sind Unst im Nordosten, Fetlar im Osten, Nesting and Lunnasting im Süden, Delting im Südwesten sowie Northmavine im Westen.

## Historisches
Im Rahmen der historischen Gliederung Schottlands in Civil Parishes hatte Yell eine gleichnamige Einheit gebildet. Ende des 20. Jahrhunderts ging aus dieser die Community Council Area hervor.